# Altliberale
Als Altliberale werden im weiteren Sinn diejenigen Liberalen bezeichnet, die nach 1849 in der Tradition des gemäßigten, konstitutionellen Liberalismus des Vormärz und der Revolution von 1848/'49 standen. Im engeren Sinn wird mit dem Begriff eine Fraktion im preußischen Abgeordnetenhaus bezeichnet. Deren Ursprung war die Fraktion Vincke in den 1850er-Jahren. Ihre Abgeordneten gingen, sofern sie seit 1861 nicht schon zur Fortschrittspartei übergegangen waren, nach 1866 in der Nationalliberalen oder der Freikonservativen Partei auf.

## Begriff und Abgrenzung
Der Begriff altliberal ist zeitgenössisch und wurde u. a. von Robert von Mohl nach 1849 zur Beschreibung der Anhänger eines konstitutionellen Regierungssystems verwendet. Auch als Fremdbeschreibung wurde der Begriff verwendet. Die Demokraten bezeichneten so die hinter ihren Forderungen „Zurückgebliebenen“. Diese Verwendung spiegelt wider, dass sich der Anspruch des Liberalismus als umfassende politische Bewegung entlang verschiedener ideologischer Bruchlinien aufzuspalten begann. Nach der weiteren Ausdifferenzierung des liberalen Lagers in den 1860er-Jahren bezeichnete der Begriff Altliberale die Gruppe zwischen den Linksliberalen der Fortschrittspartei und den Nationalliberalen.

## Altliberale Fraktion in Preußen
Im preußischen Abgeordnetenhaus war die in der Mitte der 1850er-Jahre entstandene Fraktion Vincke, benannt nach Georg von Vincke, eine als altliberal geltende Gruppierung im allgemeinen Sinn. Im Parlament stellte sie zunächst die Linke, da Linksliberale und Demokraten zum Teil der Repressionen der Reaktionsära ausgesetzt waren oder sich aus Protest gegen diese Politik nicht an Wahlen beteiligten. Erst mit Beginn der Neuen Ära beteiligten sich auch die Linksliberalen wieder verstärkt am politischen Leben. Ihre Abgeordneten schlossen sich zunächst der Fraktion Vincke an.
Von 1858 bis 1861 hatte die Fraktion Vincke die Mehrheit im Abgeordnetenhaus. Bei den Wahlen von 1858 stellten die Altliberalen 58 % der Abgeordneten. In dieser Zeit hatten die Altliberalen den größten politischen Einfluss. Die Minister der Regierung standen ihnen oder der liberalkonservativen Wochenblattpartei nahe. So war der Innenminister Maximilian von Schwerin-Putzar oder der Finanzminister Robert von Patow Altliberale.
Auf Dauer ließen sich die Gegensätze innerhalb der Fraktion allerdings nicht überbrücken. Der linke Flügel legte ein Programm vor, das einen deutlicheren liberalen Kurs forderte. Die Mehrheit der Fraktion lehnte dies jedoch ab. Die Folge war im Februar 1861 eine Abspaltung von 19 Abgeordneten, die sich zur Fraktion Forckenbeck, benannt nach Max von Forckenbeck, zusammenschlossen. Aus dieser Gruppierung ging zusammen mit Mitgliedern des Deutschen Nationalvereins kurze Zeit später die Fortschrittspartei hervor. Diese Spaltung schwächte die Altliberalen deutlich. Bei den Wahlen von 1861 kamen sie zusammen mit dem linken Zentrum auf noch 40 %, während die Fortschrittspartei auf 29,5 % kam. Im Jahr 1865 lag das Verhältnis bei 30 % und 40 %. Allerdings erzielten die Altliberalen bei den Wahlen von 1866, die mitten in der patriotisch aufgeheizten Stimmung des Deutschen Krieges stattfand, erhebliche Gewinne zu Lasten der Linksliberalen. Nach dieser Wahl bildete sich um Vincke die altliberale Fraktion im Abgeordnetenhaus.

## Ende
Eine Schwächung der Altliberalen im weiteren und engeren Sinn bedeutete die Gründung der Nationalliberalen Partei ab November 1866. Ein Rest der Altliberalen war im ersten Reichstag des Kaiserreichs von 1871 bis 1874 als Fraktion Liberale Reichspartei vertreten. Soweit ihre Abgeordneten wieder gewählt wurden, gingen sie in den Nationalliberalen oder in der Freikonservativen Partei auf.